# NGC 57
NGC 57 je galaksija u zviježđu Ribe.

## Vanjske poveznice
- SEDS: NGC 0057